# Leptomelanosoma indicum
Die Bastardäsche (Leptomelanosoma indicum) ist eine Art der Fadenflosser (Polynemidae), die im Indischen und Pazifischen Ozean heimisch ist. Diese Art wird nicht sehr stark befischt, wird jedoch auf vielen Märkten angeboten. Ihr Fleisch kann geschmort oder gegrillt verzehrt werde. Aufgrund ihrer auffälligen Erscheinung ist sie ein beliebter Fang bei Hobbyfischern.

## Merkmale
Die Bastardäsche kann eine Länge von bis zu 140 Zentimetern erreichen, für gewöhnlich wird sie jedoch ca. 80 Zentimeter lang und ca. 16–18 Kilogramm schwer. Die Fische haben eine oliv-goldene Farbe, wobei ihr Rücken etwas dunkler ist und dunklen Streifen am Körper verlaufen, die Flossen sind gelb. Der Fisch besitzt eine zweiteilige Rückenflosse mit 9 harten Flossenstrahlen und 13 bis 14 weichen Flossenstrahlen. Die Afterflosse besteht aus 2 bis 3 harten Flossenstrahlen und 11 bis 12 weichen Flossenstrahlen.

## Verbreitung
Sie kommen von Pakistan, Indien, Sumatra und Borneo bis Süd-Neuguinea und Nordaustralien vor, Sichtungen an der ostafrikanischen Küste müssen noch bestätigt werden.

## Lebensweise
Bastardäschen leben einzeln oder in kleinen Gruppen und ernähren sich von Krebstieren und kleinen Fischen. Man findet sie in flachen Gewässern des Kontinentalschelfs über sandigem Grund in einer Tiefe von ca. 55 bis 100 Metern. Oftmals dringen sie in Flüsse vor.

## Belege